# José Guadalupe Padilla Lozano
José Guadalupe Padilla Lozano, (12 de diciembre de 1920 - 8 de septiembre de 2013) fue un prelado mexicano de la Iglesia católica.
Lozano nació en San Miguel El Alto, México y fue ordenado sacerdote el 20 de abril de 1946 por la Arquidiócesis de Guadalajara. Lozano fue nombrado el primer obispo de la recién creada Diócesis de Veracruz el 15 de enero de 1963 y ordenado obispo el 19 de marzo de 1963. Lozano sirvió la Diócesis de Veracruz hasta su jubilación el 18 de febrero de 2000.